# FTSE 250 Index
| FTSE 250 Index | FTSE 250 Index         |
| -------------- | ---------------------- |
|                |                        |
| Stammdaten     |                        |
| Staat          | Vereinigtes Königreich |
| Börse          | London Stock Exchange  |
| ISIN           | GB0001384287           |
| WKN            | 969553                 |
| Symbol         | MCX                    |
| RIC            | ^FTMC                  |
| Bloomberg-Code | MCX <INDEX>            |
| Kategorie      | Aktienindex            |
| Typ            | Kursindex              |
| Familie        | FTSE                   |

Der FTSE 250 Index (umgangssprachlich: Footsie; sprich:  fʊt͡si, „Futzi“) ist ein britischer Aktienindex, der die Aktien der 250 größten Unternehmen nach jenen im FTSE 100 Index umfasst, die an der Londoner Börse gehandelt werden (also jene auf den Größenrängen 101–350). Er wird von der FTSE Group ermittelt, die aus einem Joint Venture der London Stock Exchange mit der Financial Times hervorging. FTSE 100 und FTSE 250 bilden zusammen den FTSE 350 Index.

## Berechnung
Der FTSE 250 ist ein Kursindex und repräsentiert 17 Prozent der Marktkapitalisierung der London Stock Exchange (LSE). Der Indexstand wird ausschließlich auf Grund der Aktienkurse ermittelt und nur um Erträge aus Bezugsrechten und Sonderzahlungen bereinigt. Dividendenzahlungen gehen nicht in die Berechnung des Index ein. Kapitalmaßnahmen wie Aktiensplits haben keinen (verzerrenden) Einfluss auf den Index. Die Berechnung wird während der LSE-Handelszeit von 8:00 bis 16:30 Ortszeit (9:00 bis 17:30 MEZ) in Echtzeit aktualisiert und jede Minute veröffentlicht.
Das Anlageuniversum beinhaltet alle Unternehmen mit Hauptsitz in Großbritannien, die an der Londoner Börse gelistet sind. Zur Erstellung einer Auswahlliste werden die Unternehmen des Anlageuniversums nach der Marktkapitalisierung von Rang 350 bis 101 absteigend geordnet. Die Zusammensetzung des FTSE 250 wird vierteljährlich jeweils im März, Juni, September und Dezember überprüft. Der Index startete am 31. Dezember 1985 mit einem Basiswert von 1412,60 Punkten.

## Zusammensetzung
Aufgeführt sind alle Unternehmen im FTSE 250 (Stand: 30. September 2024).
| Name                                              | Indexgewichtung in % | Branche                                                | Sitz                         |
| ------------------------------------------------- | -------------------- | ------------------------------------------------------ | ---------------------------- |
| 3i Infrastructure                                 | 0,65                 | Finanzdienstleister                                    | Saint Helier (Jersey)        |
| 4Imprint                                          | 0,43                 | Medien                                                 | London                       |
| Aberforth Smaller Companies Trust                 | 0,41                 | Investmentgesellschaft                                 | Edinburgh                    |
| Abrdn                                             | 0,91                 | Investmentgesellschaft                                 | Edinburgh                    |
| AJ Bell                                           | 0,44                 | Finanzdienstleister                                    | Manchester                   |
| Alfa Financial Software Holdings                  | 0,07                 | Informationstechnik                                    | London                       |
| Alliance Witan                                    | 1,04                 | Investmentgesellschaft                                 | Dundee                       |
| Allianz Technology Trust                          | 0,42                 | Investmentgesellschaft                                 | London                       |
| Alpha Group International                         | 0,25                 | Finanzdienstleister                                    | London                       |
| AO World                                          | 0,11                 | Versandhandel                                          | Bolton                       |
| Apax Global Alpha                                 | 0,18                 | Investmentgesellschaft                                 | Saint Peter Port (Guernsey)  |
| Ascential                                         | 0,35                 | Medien                                                 | London                       |
| Ashmore Group                                     | 0,28                 | Investmentgesellschaft                                 | London                       |
| Assura plc                                        | 0,39                 | Investmentgesellschaft                                 | Altrincham                   |
| Aston Martin Lagonda                              | 0,09                 | Automobile                                             | Gaydon                       |
| Auction Technology Group                          | 0,12                 | Software und Computer Dienste                          | London                       |
| AVI Global Trust                                  | 0,32                 | Investmentgesellschaft                                 | London                       |
| Babcock International                             | 0,61                 | Luftfahrt, Rüstung, Infrastruktur                      | London                       |
| Baillie Gifford Japan Trust                       | 0,20                 | Investmentgesellschaft                                 | Edinburgh                    |
| Baillie Gifford US Growth Trust                   | 0,18                 | Investmentgesellschaft                                 | Edinburgh                    |
| Bakkavör                                          | 0,09                 | Nahrungsmittel                                         | London                       |
| Balanced Commercial Property Trust                | 0,16                 | Investmentgesellschaft                                 | London                       |
| Balfour Beatty                                    | 0,69                 | Bauwirtschaft                                          | London                       |
| Baltic Classifieds                                | 0,37                 | Internet Portale                                       | Vilnius (Litauen)            |
| Bank of Georgia                                   | 0,40                 | Bank                                                   | Tiflis (Georgien)            |
| Bankers Investment Trust                          | 0,40                 | Investmentgesellschaft                                 | London                       |
| A.G. Barr                                         | 0,21                 | Getränkehersteller                                     | Cumbernauld                  |
| BBGI                                              | 0,29                 | Investmentgesellschaft                                 | Luxemburg                    |
| Bellevue Healthcare Trust                         | 0,21                 | Investmentgesellschaft                                 | London                       |
| Bellway                                           | 1,13                 | Wohnungsbauunternehmen                                 | Newcastle upon Tyne          |
| BH Macro                                          | 0,41                 | Investmentgesellschaft                                 | Saint Peter Port (Guernsey)  |
| Big Yellow Group                                  | 0,73                 | Self Storage Gesellschaft                              | Bagshot                      |
| BlackRock Greater Europe Investment Trust         | 0,18                 | Investmentgesellschaft                                 | London                       |
| BlackRock Smaller Companies Trust                 | 0,21                 | Investmentgesellschaft                                 | Edinburgh                    |
| BlackRock Throgmorton Trust                       | 0,17                 | Investmentgesellschaft                                 | London                       |
| BlackRock World Mining Trust                      | 0,32                 | Investmentgesellschaft                                 | London                       |
| Bloomsbury Publishing                             | 0,16                 | Verlag                                                 | London                       |
| Bluefield Solar Income Fund                       | 0,20                 | Investmentgesellschaft                                 | Saint Peter Port (Guernsey)  |
| Bodycote                                          | 0,34                 | Metallverarbeitung                                     | Macclesfield                 |
| Breedon Group                                     | 0,37                 | Baustoffhersteller                                     | Breedon On The Hill          |
| Bridgepoint Group                                 | 0,34                 | Investmentgesellschaft                                 | London                       |
| British Land                                      | 1,25                 | Immobiliengesellschaft                                 | London                       |
| Britvic                                           | 0,98                 | Getränkehersteller                                     | Hemel Hempstead              |
| Brunner Investment Trust                          | 0,13                 | Investmentgesellschaft                                 | London                       |
| Burberry                                          | 0,77                 | Luxusgüter                                             | London                       |
| Bytes Technology Group                            | 0,37                 | Computerhändler                                        | Leatherhead                  |
| C&C Group                                         | 0,20                 | Getränkehersteller                                     | Dublin (Irland)              |
| Caledonia Investments                             | 0,34                 | Investmentgesellschaft                                 | London                       |
| Capital Gearing Trust                             | 0,30                 | Investmentgesellschaft                                 | Belfast                      |
| Carnival Corporation & plc                        | 0,54                 | Kreuzfahrten                                           | Miami (USA)                  |
| Centamin                                          | 0,52                 | Bergbau                                                | Saint Helier (Jersey)        |
| Chemring Group                                    | 0,31                 | Luftfahrt und Verteidigung                             | Romsey                       |
| City of London Investment Trust                   | 0,67                 | Investmentgesellschaft                                 | London                       |
| Clarkson                                          | 0,32                 | Schifffahrtsdienstleistungen                           | London                       |
| Close Brothers Group                              | 0,19                 | Finanzdienstleister                                    | London                       |
| CMC Markets                                       | 0,10                 | Finanzdienstleister                                    | London                       |
| Coats Group                                       | 0,49                 | Reißverschlüsse, Nähbedarf                             | London                       |
| Computacenter                                     | 0,53                 | Software und Computerdienstleistungen                  | Hatfield                     |
| Cranswick plc                                     | 0,83                 | Nahrungsmittel                                         | Hull                         |
| Crest Nicholson                                   | 0,15                 | Wohnungsbau                                            | Addlestone                   |
| Currys                                            | 0,27                 | Einzelhandel                                           | London                       |
| Derwent London                                    | 0,83                 | Immobiliengesellschaft                                 | London                       |
| Direct Line Group                                 | 0,76                 | Versicherungen                                         | Bromley                      |
| DiscoverIE Group                                  | 0,18                 | Elektronische Komponenten                              | Guildford                    |
| Domino's Pizza Group                              | 0,37                 | Franchiseunternehmen                                   | Milton Keynes                |
| Dowlais Group                                     | 0,25                 | Automobile und Zubehör                                 | London                       |
| Dr. Martens                                       | 0,10                 | Einzelhandel                                           | Wollaston (Northamptonshire) |
| Drax Group                                        | 0,77                 | Versorger                                              | Drax (North Yorkshire)       |
| Dunelm Group                                      | 0,45                 | Einzelhandel                                           | Syston                       |
| Edinburgh Investment Trust                        | 0,35                 | Investmentgesellschaft                                 | Edinburgh                    |
| Edinburgh Worldwide Investment Trust              | 0,18                 | Investmentgesellschaft                                 | Edinburgh                    |
| Elementis                                         | 0,30                 | Chemie                                                 | London                       |
| Empiric Student Property                          | 0,18                 | Immobiliengesellschaft                                 | London                       |
| Energean                                          | 0,38                 | Öl und Gas                                             | London                       |
| Essentra                                          | 0,14                 | Baustoffhändler                                        | Milton Keynes                |
| European Opportunities Trust                      | 0,16                 | Investmentgesellschaft                                 | London                       |
| European Smaller Companies Trust                  | 0,22                 | Investmentgesellschaft                                 | London                       |
| Fidelity China Special Situations                 | 0,28                 | Investmentgesellschaft                                 | London                       |
| Fidelity Emerging Markets Ltd                     | 0,16                 | Investmentgesellschaft                                 | Saint Peter Port (Guernsey)  |
| Fidelity European Trust                           | 0,49                 | Investmentgesellschaft                                 | London                       |
| Fidelity Special Values                           | 0,22                 | Investmentgesellschaft                                 | London                       |
| Finsbury Growth & Income Trust                    | 0,46                 | Investmentgesellschaft                                 | London                       |
| FirstGroup                                        | 0,28                 | Transportunternehmen                                   | Aberdeen                     |
| Foresight Environmental Infrastructure            | 0,18                 | Investmentgesellschaft                                 | Saint Peter Port (Guernsey)  |
| Foresight Group                                   | 0,13                 | Private-Equity- und Risikokapitalgesellschaft          | London                       |
| Foresight Solar Fund                              | 0,17                 | Investmentgesellschaft                                 | London                       |
| Future plc                                        | 0,35                 | Medien                                                 | Bath                         |
| Games Workshop Group                              | 1,09                 | Spielehersteller                                       | Nottingham                   |
| GCP Infrastructure Investments                    | 0,21                 | Investmentgesellschaft                                 | Saint Helier (Jersey)        |
| Genuit Group                                      | 0,37                 | Kunststoffrohre                                        | Leeds                        |
| Genus                                             | 0,41                 | Biotechnologie                                         | Basingstoke                  |
| Global Smaller Companies Trust                    | 0,25                 | Investmentgesellschaft                                 | London                       |
| Goodwin Steel Castings                            | 0,08                 | Ingenieurwesen                                         | Stoke-on-Trent               |
| Grafton Group                                     | 0,57                 | Baustoffhandel                                         | Dublin (Irland)              |
| Grainger plc                                      | 0,56                 | Immobiliengesellschaft                                 | Newcastle upon Tyne          |
| Great Portland Estates                            | 0,39                 | Immobiliengesellschaft                                 | London                       |
| Greencoat UK Wind                                 | 0,99                 | Investmentgesellschaft in Windkraftanlagen             | London                       |
| Greencore Group                                   | 0,26                 | Nahrungsmittelhersteller                               | Dublin (Irland)              |
| Greggs                                            | 0,99                 | Backwarenhersteller                                    | Newcastle upon Tyne          |
| Hammerson                                         | 0,47                 | Immobiliengesellschaft                                 | London                       |
| Harbour Energy                                    | 0,51                 | Öl und Gas                                             | Edinburgh                    |
| HarbourVest Global Private Equity                 | 0,57                 | Investmentgesellschaft                                 | Saint Peter Port (Guersney)  |
| Harworth Group                                    | 0,12                 | Immobilien                                             | Rotherham                    |
| Hays                                              | 0,45                 | Personaldienstleister                                  | London                       |
| Helios Towers                                     | 0,32                 | Telekommunikation                                      | London                       |
| Henderson European Trust                          | 0,19                 | Investmentgesellschaft                                 | London                       |
| Henderson Smaller Companies Investment Trust      | 0,20                 | Investmentgesellschaft                                 | London                       |
| Herald Investment Trust                           | 0,35                 | Investmentgesellschaft                                 | London                       |
| HG Capital Trust                                  | 0,67                 | Investmentgesellschaft                                 | London                       |
| HICL Infrastructure Company                       | 0,83                 | Investmentgesellschaft                                 | London                       |
| Hill & Smith                                      | 0,51                 | Infrastruktur                                          | Solihull                     |
| Hilton Food Group                                 | 0,23                 | Nahrungsmittelhersteller                               | Huntingdon                   |
| Hochschild Mining                                 | 0,18                 | Bergbau                                                | London                       |
| Hollywood Bowl Group                              | 0,15                 | Unterhaltung                                           | Hemel Hempstead              |
| Hunting plc                                       | 0,16                 | Öl und Gas                                             | London                       |
| Ibstock plc                                       | 0,23                 | Baustoffe                                              | Ibstock                      |
| ICG Enterprise Trust                              | 0,16                 | Investmentgesellschaft                                 | London                       |
| IG Group                                          | 1,05                 | Finanzdienstleister                                    | London                       |
| Impax Environmental Markets                       | 0,31                 | Investmentgesellschaft                                 | London                       |
| Inchcape plc                                      | 0,92                 | Einzelhandel                                           | London                       |
| IntegraFin                                        | 0,34                 | Finanzdienstleister                                    | London                       |
| International Distributions Services              | 0,70                 | Lieferdienst                                           | London                       |
| International Public Partnerships                 | 0,76                 | Finanzdienstleister                                    | London                       |
| Invesco Asia Dragon Trust                         | 0,21                 | Investmentgesellschaft                                 | Edinburgh                    |
| Investec Bank                                     | 1,08                 | Finanzdienstleister                                    | London                       |
| IP Group                                          | 0,16                 | Finanzdienstleister                                    | London                       |
| Ithaca Energy                                     | 0,04                 | Öl und Gas                                             | Aberdeen                     |
| ITV plc                                           | 0,98                 | Medien                                                 | London                       |
| IWG plc                                           | 0,41                 | Bürodienstleister                                      | Saint Helier (Jersey)        |
| Johnson Matthey                                   | 0,86                 | Chemische Industrie                                    | London                       |
| JPMorgan American Investment Trust                | 0,55                 | Investmentgesellschaft                                 | London                       |
| JPMorgan Emerging Markets Investment Trust        | 0,38                 | Investmentgesellschaft                                 | London                       |
| JPMorgan European Discovery Trust                 | 0,20                 | Investmentgesellschaft                                 | London                       |
| JPMorgan Global Growth & Income                   | 0,84                 | Investmentgesellschaft                                 | London                       |
| JPMorgan Indian Investment Trust                  | 0,22                 | Investmentgesellschaft                                 | London                       |
| JPMorgan Japanese Investment Trust                | 0,25                 | Investmentgesellschaft                                 | London                       |
| JTC                                               | 0,51                 | Finanzdienstleister                                    | Saint Helier (Jersey)        |
| Jupiter Fund Management                           | 0,11                 | Finanzdienstleister                                    | London                       |
| Just Group plc                                    | 0,44                 | Lebensversicherer                                      | London                       |
| Kainos                                            | 0,27                 | Software und Computerdienstleistungen                  | Belfast                      |
| Keller Group                                      | 0,36                 | Ingenieurunternehmen                                   | London                       |
| Kier Group                                        | 0,18                 | Bau                                                    | Manchester                   |
| Lancashire Holdings                               | 0,52                 | Versicherungen                                         | Hamilton (Bermuda)           |
| Law Debenture                                     | 0,36                 | Investmentgesellschaft                                 | London                       |
| Man Group                                         | 0,76                 | Investmentgesellschaft                                 | London                       |
| Marshalls plc                                     | 0,26                 | Hersteller von Produkten aus Naturstein und Beton      | Elland                       |
| ME Group International                            | 0,15                 | Betreiber von Fotoautomaten                            | Epsom                        |
| Mercantile Investment Trust                       | 0,58                 | Investmentgesellschaft                                 | London                       |
| Mitchells & Butlers                               | 0,24                 | Betreiber von Bars und Restaurants                     | Birmingham                   |
| Mitie                                             | 0,48                 | Outsourcing- und Energiedienstleistungsunternehmen     | London                       |
| Molten Ventures                                   | 0,22                 | Investmentgesellschaft                                 | London                       |
| Monks Investment Trust                            | 0,76                 | Investmentgesellschaft                                 | Edinburgh                    |
| Mony Group                                        | 0,35                 | Medien                                                 | Ewloe                        |
| Moonpig                                           | 0,21                 | Einzelhandel                                           | London                       |
| Morgan Advanced Materials                         | 0,24                 | Hersteller von Keramik- und Graphitprodukten           | Windsor (Berkshire)          |
| Morgan Sindall                                    | 0,40                 | Bauunternehmen                                         | London                       |
| Murray Income Trust                               | 0,28                 | Investmentgesellschaft                                 | Edinburgh                    |
| Murray International Trust                        | 0,49                 | Investmentgesellschaft                                 | Edinburgh                    |
| NB Private Equity Partners                        | 0,23                 | Investmentgesellschaft                                 | Saint Peter Port (Guernsey)  |
| NextEnergy Solar Fund                             | 0,15                 | Investmentgesellschaft                                 | Saint Peter Port (Guernsey)  |
| Ninety One                                        | 0,18                 | Finanzdienstleister                                    | London                       |
| North Atlantic Smaller Companies Investment Trust | 0,11                 | Investmentgesellschaft                                 | London                       |
| Ocado                                             | 0,71                 | Software                                               | Hatfield                     |
| OneSavings Bank                                   | 0,47                 | Finanzdienstleister                                    | Chatham                      |
| Oxford Instruments                                | 0,38                 | Hersteller von Prüfgeräten und Medizintechnik          | Abingdon-on-Thames           |
| Pacific Horizon Investment Trust                  | 0,16                 | Investmentgesellschaft                                 | Edinburgh                    |
| PageGroup                                         | 0,37                 | Personaldienstleister                                  | Weybridge                    |
| Pantheon International                            | 0,47                 | Investmentgesellschaft                                 | London                       |
| Paragon Banking Group                             | 0,50                 | Finanzdienstleister                                    | Solihull                     |
| Patria Private Equity Trust                       | 0,11                 | Investmentgesellschaft                                 | London                       |
| Pennon Group                                      | 0,48                 | Wasserver- und -entsorger, Abfallwirtschaft            | Exeter                       |
| Personal Assets Trust                             | 0,51                 | Investmentgesellschaft                                 | Edinburgh                    |
| Petershill Partners                               | 0,16                 | Investmentgesellschaft                                 | London                       |
| Pets at Home                                      | 0,44                 | Einzelhandel                                           | Handforth                    |
| Playtech                                          | 0,72                 | Software und Computerdienste                           | Douglas (Isle of Man)        |
| Plus500                                           | 0,55                 | Finanzdienstleister                                    | Haifa (Israel)               |
| Polar Capital Global Financials Trust             | 0,17                 | Investmentgesellschaft                                 | London                       |
| Polar Capital Technology Trust                    | 1,14                 | Investmentgesellschaft                                 | London                       |
| PPHE Hotel Group                                  | 0,08                 | Gastgewerbe, Immobilien                                | Saint Peter Port (Guernsey)  |
| Premier Foods                                     | 0,37                 | Nahrungsmittelhersteller                               | St Albans                    |
| Primary Health Properties                         | 0,41                 | Investmentgesellschaft                                 | London                       |
| PRS REIT                                          | 0,16                 | Real-Estate-Investment-Trust                           | London                       |
| PureTech Health                                   | 0,10                 | Biotechnologie                                         | Boston (USA)                 |
| PZ Cussons                                        | 0,07                 | Medizinprodukte, Konsumgüter                           | Manchester                   |
| QinetiQ                                           | 0,70                 | Luftfahrt, Rüstung                                     | Farnborough (Hampshire)      |
| Quilter plc                                       | 0,55                 | Finanzdienstleister                                    | London                       |
| Raspberry Pi Holdings                             | 0,07                 | Computerherstellung                                    | Cambridge                    |
| Rathbones                                         | 0,35                 | Finanzdienstleister                                    | London                       |
| Renewables Infrastructure Group                   | 0,80                 | Investmentgesellschaft                                 | Saint Peter Port (Guernsey)  |
| Renewi                                            | 0,16                 | Müllentsorgung                                         | London                       |
| Renishaw plc                                      | 0,40                 | Industrielle Messtechnik, Medizintechnik               | Wotton-under-Edge            |
| RHI Magnesita                                     | 0,20                 | Hersteller von feuerfesten Werkstoffen                 | Wien (Österreich)            |
| RIT Capital Partners                              | 0,67                 | Investmentgesellschaft                                 | London                       |
| Rotork                                            | 0,88                 | Hersteller von industriellen Durchflusskontrollgeräten | Bath                         |
| RS Group                                          | 1,18                 | Einzelhandel                                           | London                       |
| Ruffer Investment Company                         | 0,30                 | Investmentgesellschaft                                 | London                       |
| Safestore                                         | 0,59                 | Investmentgesellschaft                                 | Borehamwood                  |
| Savills                                           | 0,49                 | Investmentgesellschaft                                 | London                       |
| Schroder AsiaPacific Fund                         | 0,25                 | Investmentgesellschaft                                 | London                       |
| Schroder Oriental Income Fund                     | 0,21                 | Investmentgesellschaft                                 | London                       |
| Scottish American Investment Company              | 0,28                 | Investmentgesellschaft                                 | Edinburgh                    |
| SDCL Energy Efficiency Income Trust               | 0,21                 | Investmentgesellschaft                                 | London                       |
| Senior plc                                        | 0,20                 | Luftfahrt, Rüstung                                     | Rickmansworth                |
| Sequoia Economic Infrastructure Income Fund       | 0,39                 | Investmentgesellschaft                                 | Saint Peter Port (Guernsey)  |
| Serco                                             | 0,59                 | Dienstleistungsunternehmen                             | Hook (Hampshire)             |
| Shaftesbury Capital                               | 0,68                 | Immobiliengesellschaft                                 | London                       |
| Sirius Real Estate                                | 0,45                 | Immobiliengesellschaft                                 | Berlin (Deutschland)         |
| Smithson Investment Trust                         | 0,63                 | Investmentgesellschaft                                 | London                       |
| Softcat                                           | 0,62                 | Software und Computerdienste                           | Marlow (Buckinghamshire)     |
| Spectris                                          | 0,85                 | Hersteller von Präzisionsinstrumenten                  | London                       |
| Spire Healthcare                                  | 0,21                 | Betreiber von Privatkliniken                           | London                       |
| Spirent                                           | 0,30                 | Telekommunikation                                      | Crawley                      |
| SSP Group                                         | 0,39                 | Einzelhandel                                           | London                       |
| Saint James’s Place                               | 1,24                 | Investmentgesellschaft                                 | Cirencester                  |
| SThree                                            | 0,15                 | Personaldienstleister                                  | London                       |
| Supermarket Income REIT                           | 0,29                 | Immobiliengesellschaft                                 | London                       |
| Syncona                                           | 0,16                 | Investmentgesellschaft                                 | Saint Peter Port (Guernsey)  |
| Target Healthcare REIT                            | 0,17                 | Investmentgesellschaft                                 | London                       |
| Tate & Lyle                                       | 0,83                 | Nahrungsmittelhersteller                               | London                       |
| TBC Bank                                          | 0,36                 | Finanzdienstleister                                    | Tiflis (Georgien)            |
| Telecom Plus                                      | 0,41                 | Telekommunikation                                      | London                       |
| Temple Bar Investment Trust                       | 0,24                 | Investmentgesellschaft                                 | Saint Peter Port (Guernsey)  |
| Templeton Emerging Markets Investment Trust       | 0,51                 | Investmentgesellschaft                                 | Edinburgh                    |
| The Merchants Trust                               | 0,27                 | Investmentgesellschaft                                 | London                       |
| TI Fluid Systems                                  | 0,18                 | Automobilzulieferer                                    | Oxford                       |
| TP ICAP                                           | 0,56                 | Finanzdienstleister                                    | London                       |
| TR Property Investment Trust                      | 0,35                 | Investmentgesellschaft                                 | London                       |
| Trainline                                         | 0,47                 | Digitaler Ticketverkäufer                              | London                       |
| Travis Perkins                                    | 0,60                 | Einzelhändler                                          | Northampton                  |
| Tritax Big Box REIT                               | 1,21                 | Investmentgesellschaft                                 | London                       |
| Tritax EuroBox                                    | 0,18                 | Investmentgesellschaft                                 | London                       |
| Trustpilot                                        | 0,25                 | Online-Bewertungsportal                                | Kopenhagen (Dänemark)        |
| Twentyfour Income Fund                            | 0,24                 | Investmentgesellschaft                                 | Saint Peter Port (Guernsey)  |
| UK Commercial Property REIT                       | 0,14                 | Investmentgesellschaft                                 | London                       |
| Urban Logistics REIT                              | 0,18                 | Investmentgesellschaft                                 | London                       |
| Vesuvius                                          | 0,25                 | Keramikhersteller                                      | London                       |
| Victrex                                           | 0,26                 | Chemieindustrie                                        | Thornton (Lancashire)        |
| Vietnam Enterprise Investments                    | 0,32                 | Investmentgesellschaft                                 | Ho-Chi-Minh-Stadt (Vietnam)  |
| VinaCapital Vietnam Opportunity Fund              | 0,22                 | Investmentgesellschaft                                 | Ho-Chi-Minh-Stadt, Vietnam   |
| Volution Group                                    | 0,36                 | Ventilatorenhersteller                                 | Crawley                      |
| W. A. G. Payment Solutions                        | 0,03                 | Finanzdienstleister                                    | Prag (Tschechien)            |
| Watches of Switzerland                            | 0,34                 | Einzelhandel                                           | Braunstone Town              |
| Wetherspoon                                       | 0,20                 | Reiseveranstalter                                      | Watford                      |
| WHSmith                                           | 0,59                 | Einzelhandel                                           | Swindon                      |
| Witan Investment Trust                            | 0,49                 | Investmentgesellschaft                                 | London                       |
| Wizz Air                                          | 0,34                 | Fluggesellschaft                                       | Saint Helier (Jersey)        |
| Wood Group                                        | 0,27                 | Öl und Gas                                             | Aberdeen                     |
| Workspace Group                                   | 0,28                 | Investmentgesellschaft                                 | London                       |
| Worldwide Healthcare Trust                        | 0,56                 | Investmentgesellschaft                                 | London                       |
| XPS Pensions Group                                | 0,16                 | Finanzdienstleister                                    | Reading                      |
| Zigup                                             | 0,27                 | Autovermietung                                         | Darlington                   |

## Weitere FTSE-Indizes
- FTSE/Athex Large Cap
- FTSE Bursa Malaysia KLCI
- FTSE/JSE All-Share Index
- FTSE MIB